# Henry Levin
Henry Levin (Trenton, Nueva Jersey, 5 de junio de 1909 - California, 1 de mayo de 1980) fue un actor y director de cine estadounidense, aunque sería más reconocido en esta segunda faceta.

## Biografía
Levin comienza su carrera artística como actor de teatro, aunque sería más reconocido por su faceta de director de cine. Irrumpió en el mundo del cine como director de diálogos en 1943 por Dangerous Blondes y Appointment in Berlin, después obtendría un contrato como director con Columbia Pictures. Uno de sus películas más logradas fue la adaptación de la novela de Julio Verne Viaje al centro de la tierra (1959), protagonizada por James Mason. En la década siguiente firmó, entre otras: la superproducción Genghis Khan; los títulos de agentes secretos Bésame y no me mates, Matt Helm, agente muy especial y Emboscada a Matt Helm, estos dos últimos protagonizados por Dean Martin y que suponían una respuesta algo más desenfadada a la serie Bond; y el western La marca de Caín, con Jack Palance y Vince Edwards. Al final de su carrera, hizo trabajos para la televisión, dirigiendo algunos capítulos de Knots Landing en 1979. Su último trabajo sería el telefilm Scout's Honor, muriendo en el último día de producción. Aunque trabajó como actor, tan solo estuvo acreditado en una producción, un episodio de la serie de televisión de 1974 Planet of the Apes.

## Filmografía

### Director
- Scout's Honor (1980) (TV)
- Los aventureros del Caribe (The Treasure Seekers) (1979)
- Campeón II (Run for the Roses) (1977)
- Bolt, agente trueno (That Man Bolt) (1973)
- La marca de Caín (The Desperados) (1969)
- Emboscada a Matt Helm (The Ambushers) (1967)
- Matt Helm, agente muy especial (Murderers' Row) (1966)
- Bésame y no me mates (Se Tutte le Donne del Mondo) (1966)
- Genghis Khan (Genghis Khan) (1965)
- El hotel de la luna de miel (Honeymoon Hotel) (1964)
- Tres azafatas (Come Fly with Me) (1963)
- Una esposa para dos (If a Man Answers) (1962)
- El maravilloso mundo de los hermanos Grimm (The Wonderful World of the Brothers Grimm) (1962)
- Le Meraviglie di Aladino (1961)
- Donde hay chicos hay chicas (Where the Boys Are) (1960)
- Viaje al centro de la tierra (Journey to the Center of the Earth) (1959)
- Vacaciones para enamorados (Holiday for Lovers) (1959)
- The Remarkable Mr. Pennypacker (1959)
- A Nice Little Bank That Should Be Robbed (1958)
- April Love (1957)
- Un hombre solitario (The Lonely Man) (1957)
- Bernardine (1957)
- Soñar no cuesta nada (Let's Be Happy) (1957)
- The Dark Avenger (1955)
- El jugador de Natchez (The Gambler from Natchez) (1954)
- Three Young Texans (1954)
- Mister Scoutmaster (1953)
- The Farmer Takes a Wife (1953)
- La dama marcada (The President's Lady) (1953)
- Bellezas por casar (Belles on Their Toes) (1952)
- Secreto de familia (The Family Secret) (1951)
- Two of a Kind (1951)
- The Flying Missile (1950)
- Drama en presidio (Convicted) (1950)
- La sensación de Broadway (The Petty Girl) (1950)
- And Baby Makes Three (1949)
- Jolson Sings Again (1949)
- Mr. Soft Touch (1949)
- The Gallant Blade (1948)
- El hombre de Colorado (The Man from Colorado) (1948)
- El hombre de mis amores (The Mating of Millie) (1948)
- The Corpse Came C.O.D. (1947)
- The Guilt of Janet Ames (1947)
- El regreso de Montecristo (The Return of Monte Cristo) (1946)
- The Unknown (1946)
- The Devil's Mask (1946)
- Night Editor (1946)
- El hijo de Robin de los Bosques (The Bandit of Sherwood Forest) (1946)
- Con corazón y espada (The Fighting Guardsman) (1946)
- Dancing in Manhattan (1945)
- I Love a Mystery (1945)
- The Negro Sailor (1945)
- Sergeant Mike (1944)
- Cry of the Werewolf (1944)